# شاگانو-کونداکوفکا
شاگانو-کونداکوفکا (به لاتین: Shagano-Kondakovka) یک منطقهٔ مسکونی در روسیه است که در استان آستراخان واقع شده‌است.